# Bowerbankia pustulosa
Bowerbankia pustulosa är en mossdjursart som beskrevs av Ellis och Daniel Solander 1786. Bowerbankia pustulosa ingår i släktet Bowerbankia och familjen Vesiculariidae. Utöver nominatformen finns också underarten B. p. alternata.